# Вільгельм II (герцог Гасконі)
Вільгельм II (баск.: Gilen Antso, гаск.: Guilhem Sans; д/н–996) — герцог Гасконі в 961—996 роках. Намагався відновити єдність герцогства.

## Життєпис
Походив з династії Гатонідів (Гасконського дому). Другий син Санша IV. У 961 році після смерті старшого брата Санша V став новим герцогом Гасконі. 972 року оженився на представниці наваррської королівської династії Хіменес.
Розпочав політику відновлення герцогства Гасконі. 970 року передав землі монастирю Сент-Вінсент-де-Люк. Того ж року ймовірно здійснив прощу до монастиря Сантьяго-де-Компостела, під час якої монастир було атаковано норманами. Вільгельм II на чолі загону відбив напад. До 975 року приєднав до власних володінь графства Ажен і Базас. 977 року офіційно прийняв титул герцога Гасконі. Того ж року відновив бенедиктинський пріорат Ла-Реоль. Зумів домогтися незалежності Гасконі від французького короля.
981 або 982 року завдав рішучої поразки норманам, остаточно позбавившись цієї загрози. 988 року після смерті свого стриєчного брата Вільгельма Доброго успадкував графство Бордоське. Того ж року розпочав відновлення монастиря Сен-Север. Також сприяв своєму братові Гомбо (Гомбальду) зі зміцнення Бордоського діоцезу та отримання посади архієпископа. Разом з дружиною заснував 10 монастирів, що стали центрами освіти, культурного життя, господарства.
Помер Вільгельм II 996 року. Йому спадкував син Бернар.

## Родина
Дружина — Уррака, донька Гарсії I, короля Наварри
Діти:
- Бернар (д/н—1009), герцог Гасконі
- Санш (д/н—1032), герцог Гасконі
- Санша (д/н— до 1018), дружина Вільгельма V, герцога Аквітанії
- Герсенда, дружина Генріха I, герцога Бургундії